# گوگل‌پلکس
گوگل‌پلکس (انگلیسی:Googleplex) مرکز شرکت گوگل است که در مانتین ویو، سانتاکلارا در کالیفرنیا نزدیک سن خوزه واقع شده‌است.
گوگل‌پلکس یکی از ۲۳ مرکز گوگل در آمریکای شمالی است. گوگل همچنان ۲۳ مرکز اروپایی، ۱۴ مرکز آسیایی، ۵ مرکز در خاورمیانه و ۳ مرکز در آمریکای لاتین دارد.
ساختمان اصلی گوگل در مانتین ویو، کالیفرنیا قرار دارد و با نام گوگل‌پلکس شناخته می‌شود. واژه گوگل‌پلکس خود آمیختهٔ دو واژهٔ گوگل و کامپلکس (به معنای مجتمع و پیچیده) است و در اینجا منظور بدین موضوع اشاره دارد که اجتماعی زیادی از ساختمان‌های گوگل در آنجا حضور دارند. سالن ورودی آنجا مزین به یک پیانو، تعدادی سرور قدیمی، و جستارهای تحقیقاتی یک پروژه بر روی دیوار است. تالار ورودی آنجا مملو از توپ‌های ورزشی و دوچرخه‌ها است. هر کارمندی می‌تواند وارد قسمت تفریحی شرکت شود که دارای ماشین پایی، رختکن، لباسشویی و خشک‌کن، اتاق ماساژ، بازی‌های ویدئویی، فوتبال دستی، پیانو، میز بیلیارد و پینگ‌پنگ است. علاوه بر اتاق تفریح، در آنجا اتاق‌هایی دارای غذا و نوشیدنی نیز وجود دارد.